# Pseudosorensia
Genre
Pseudosorensia est un genre de collemboles de la famille des Isotomidae.

## Liste des espèces
Selon Checklist of the Collembola of the World (version du 4 septembre 2019) :
- Pseudosorensia atlantica (Wise, 1970)
- Pseudosorensia fueguensis de Izarra, 1972
- Pseudosorensia subcaeca Deharveng, 1981

## Publication originale
- de Izarra, 1972 : Pseudosorensia nuevo genero de la familia Isotomidae (Insecta, Collembola). Physis Buenos Aires, vol. 31, no 82, p. 77-79.